# Cumbria
Cumbria (kiejtése: ˈkʌmbriə vagy ˈkʊmbɾiə) Anglia egyik nem-nagyvárosi és ceremoniális megyéje a North West England régióban. Nyugatról az Ír-tenger határolja, míg északról a skót Dumfries and Galloway tanácsi terület, keletről Northumberland és Durham, délkeletről North Yorkshire, délről pedig Lancashire megyékkel határos. Közigazgatási székhelye Carlisle. A nem-nagyvárosi és ceremoniális megye határai megegyeznek.
Lakossága 2014-ben 499 800 fő volt.

## Története
A mai Cumbriát az 1974-es közigazgatási reform során hozták létre a korábbi Cumberland és Westmorland megyékből, illetve Lancashire északi Furness régiójából és Yorkshire kis északnyugati részéből).
A római uralom idején Cumbriát a kelta cumbriai nyelvet beszélő romano-britonok lakták, feltehetően a brigantes és carvetii törzsek leszármazottai, akiket a rómaiak i.sz. 85 körül hódítottak meg. A régió neve a briton kombroges szóból származik, ami honfitársakat jelent.
A régi cumbriai nyelv a kelta nyelvek csoportjába tartozott. Az ówalesi nyelv legközelebbi rokona (vagy talán annak északi dialektusa) volt. A 12. században a nyelv kihalt. A nyelv szubsztrátumai felfedezhetők a napjainkban beszélt cumberlandi angol nyelvjárásban.
A rómaiak kivonulása után a helybeliek megalapították Rheged királyságát, amit azonban az angolszász Northumbria a 7. század végére annektált. A normann hódítás idején Cumbria skót uralom alatt volt, de II. Vilmos 1092-ben megszállta és Angliához csatolta. A skót határvidék azonban a következő évszázadokban számos kölcsönös betörés és fosztogatás színtere volt. A skótok háromszor is megostromolták Carlisle-t (és még kétszer a 18. században, amikor II. Jakab megpróbált visszatérni a trónra). A jakobita felkelés után Cumberlandra a stabilitás és fejlődés korszaka köszöntött; az ipari forradalom során megnőtt a városi lakosság, új acélgyártó üzemek, textil- és hajógyárak nyitották meg kapuikat.
A 19. század elején az ún. tavi költők, William Wordsworth, Samuel Taylor Coleridge és mások miatt a régió kulturális hírnévre is szert tett. Itt élt a híres gyerekíró, Beatrix Potter, akinek National Trustra hagyott földbirtokai alapját képezték az 1951-ben megalapított Lake District Nemzeti Parknak, Anglia legnagyobb nemzeti parkjának.

## Földrajza
Cumbria Anglia legészaknyugatibb megyéje. Területe 6 768 km², amivel a harmadik legnagyobb az angol megyék között (North Yorkshire és Lincolnshire után). Nagy része hegyvidék, itt található Anglia legmagasabb pontja, a 978 méteres Scafell Pike, valamint az ország valamennyi 900 m fölötti csúcsa.
Cumbriában fekszik a természeti szépségeiről nevezetes Lake District (Tóvidék), ahol Anglia második (de legnagyobb) nemzeti parkját hozták létre. A megye délkeleti részén a Yorkshire Dales Nemzeti Park található. A megyében fekszik Anglia legnagyobb természetes tava, a Windermere.

## Közigazgatás és politika
Cumbria területe hat kerületre oszlik:
1. Barrow-in-Furness
2. South Lakeland
3. Copeland
4. Allerdale
5. Eden
6. City of Carlisle

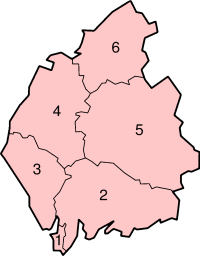
Cumbria kerületei

Cumbria 6 képviselőt küldhet a parlament alsóházába. A 2015-ös választások után ezek közül 3 a Munkáspárt, 2 a Konzervatív Párt, 1 pedig a Liberális Demokraták jelöltje volt.
A megye 10 ezer lakosnál népesebb települései: Carlisle (75 306 fő), Barrow-in-Furness (67 600 fő), Kendal (28 586 fő), Workington (25 207 fő), Whitehaven (25 032 fő), Penrith (15 200 fő), Ulverston (11 678 fő), Maryport (11 262 fő).

## Gazdaság
Cumbria legnagyobb munkáltatója maga a megyei tanács (17 ezer állami alkalmazottal), míg a legnagyobb magánfoglalkoztató a Sellafield nukleáris fűtőanyag-feldolgozó üzem (10 ezer alkalmazott). A megyében számos nemzetközi cég is jelen van, mint a Pirelli, a Tata Steel, a Nestlé vagy a GlaxoSmithKline. A helyi nagyobb cégek az Innovia Films film- és celofángyártó, a Carr's élelmiszerfeldolgozó vagy a Stobart Group szállítóvállalat.
A megye gazdaságának egyik alapvető ága a turizmus. A Lake Districtet évente közel 16 millió látogató keresi fel, akik ellátása 36 ezer cumbriainak ad munkát és 1,1 milliárd fonttal növeli a megye GDP-jét. A turisták között a briteken kívül európaiak, észak-amerikaiak és japánok is nagy számban képviseltetik magukat. 

## Híres cumbriaiak
- John Barrow író, államférfi
- Chris Bonington hegymászó
- Donald Campbell autóversenyző
- Fletcher Christian tengerész
- Samuel Taylor Coleridge költő
- John Dalton kémikus
- Thomas De Quincey író
- Kathleen Ferrier énekes
- Brad Kavanagh színész, énekes
- Stan Laurel komikus
- Szent Ninian
- Catherine Parr, VIII. Henrik utolsó felesége
- Beatrix Potter író
- George Romney festő
- John Ruskin esztéta
- Robert Southey költő
- Malcolm Wilson autóversenyző
- William Wordsworth költő
- Troy Donockley zenész, énekes, zeneszerző

## Látnivalók

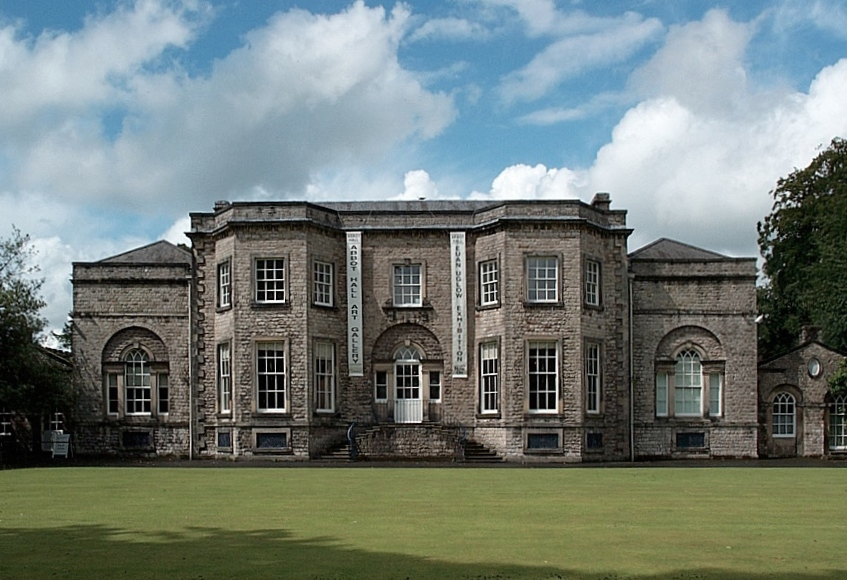
Abbott Hall képtár
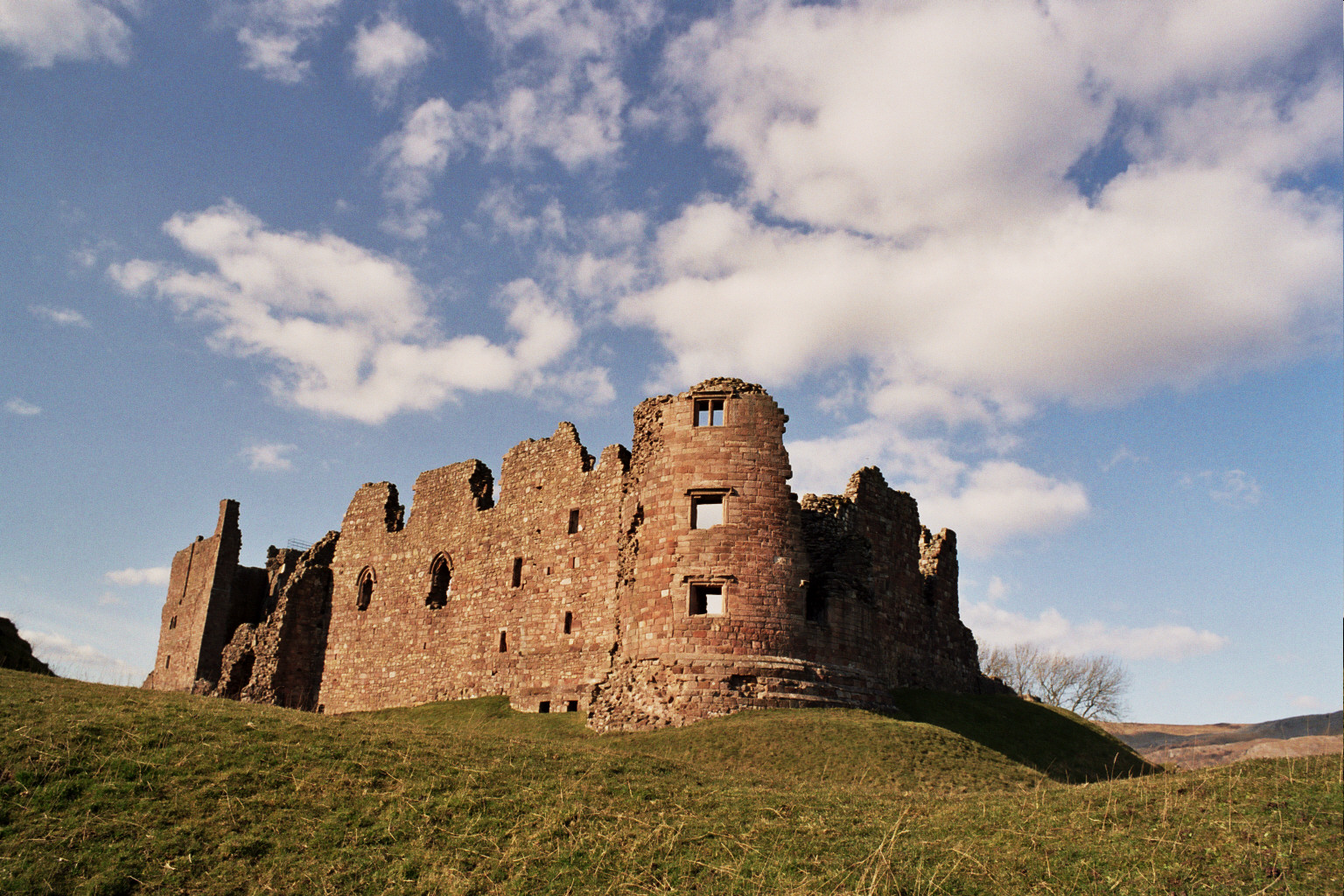
Brough várának romja
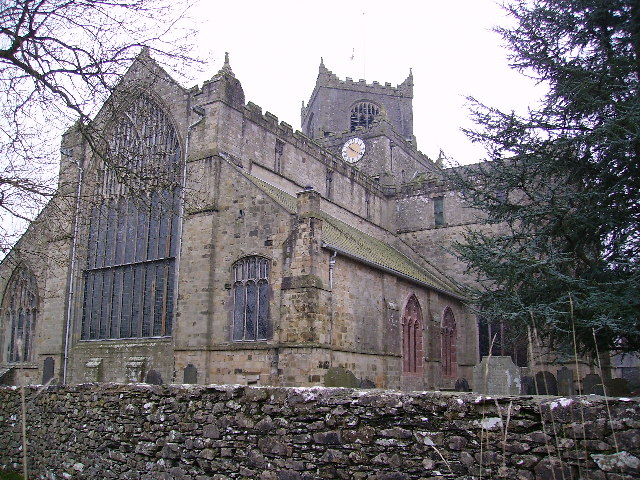
Cartmeli apátság
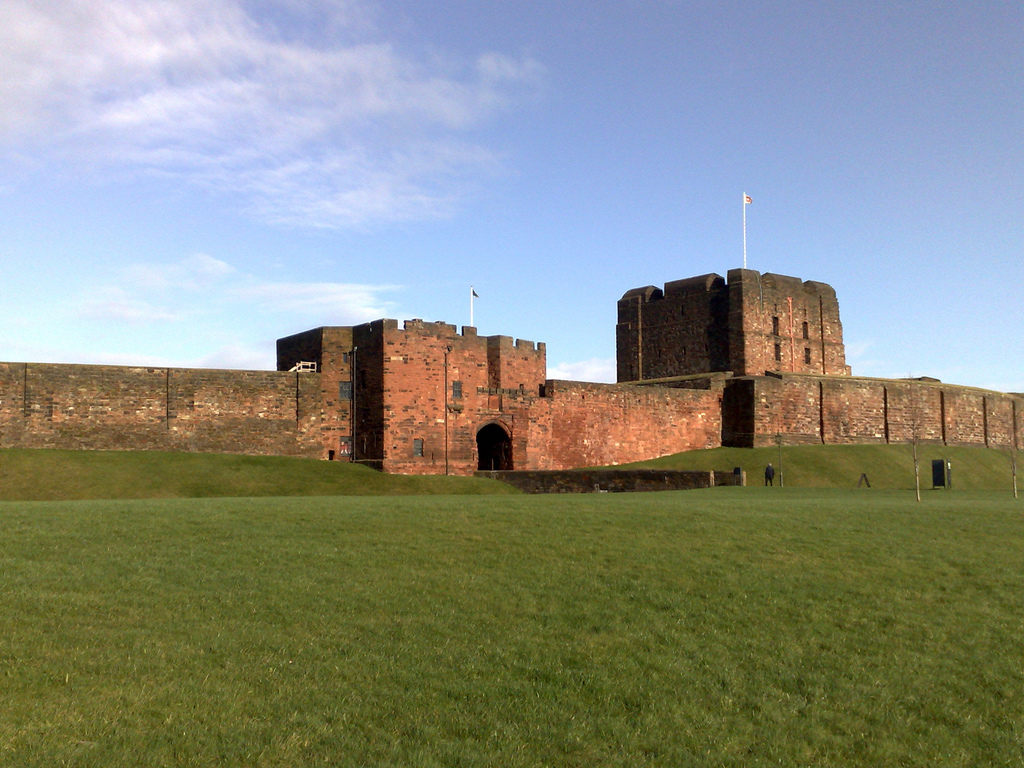
Carlisle vára
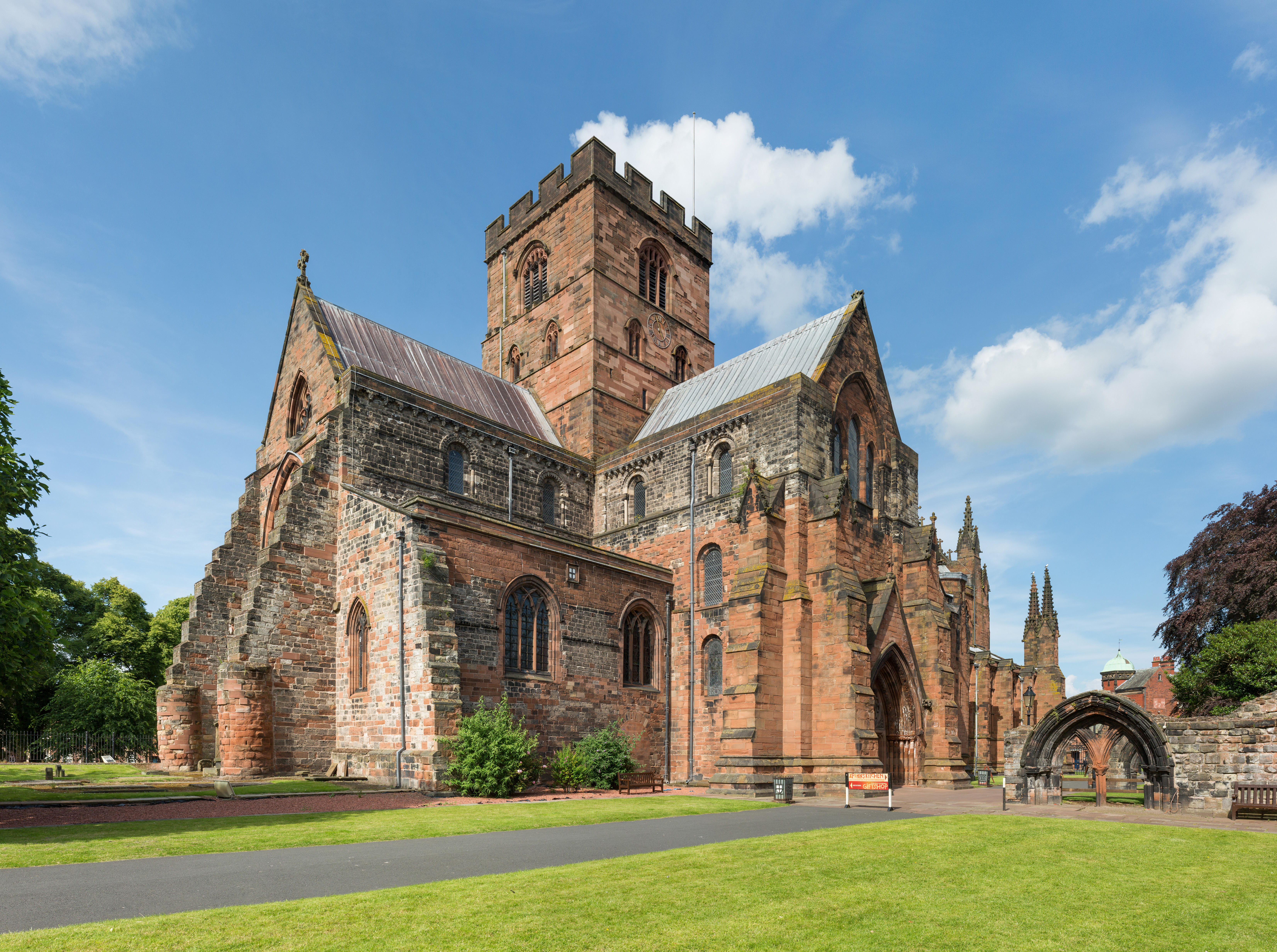
Carlisle katedrálisa
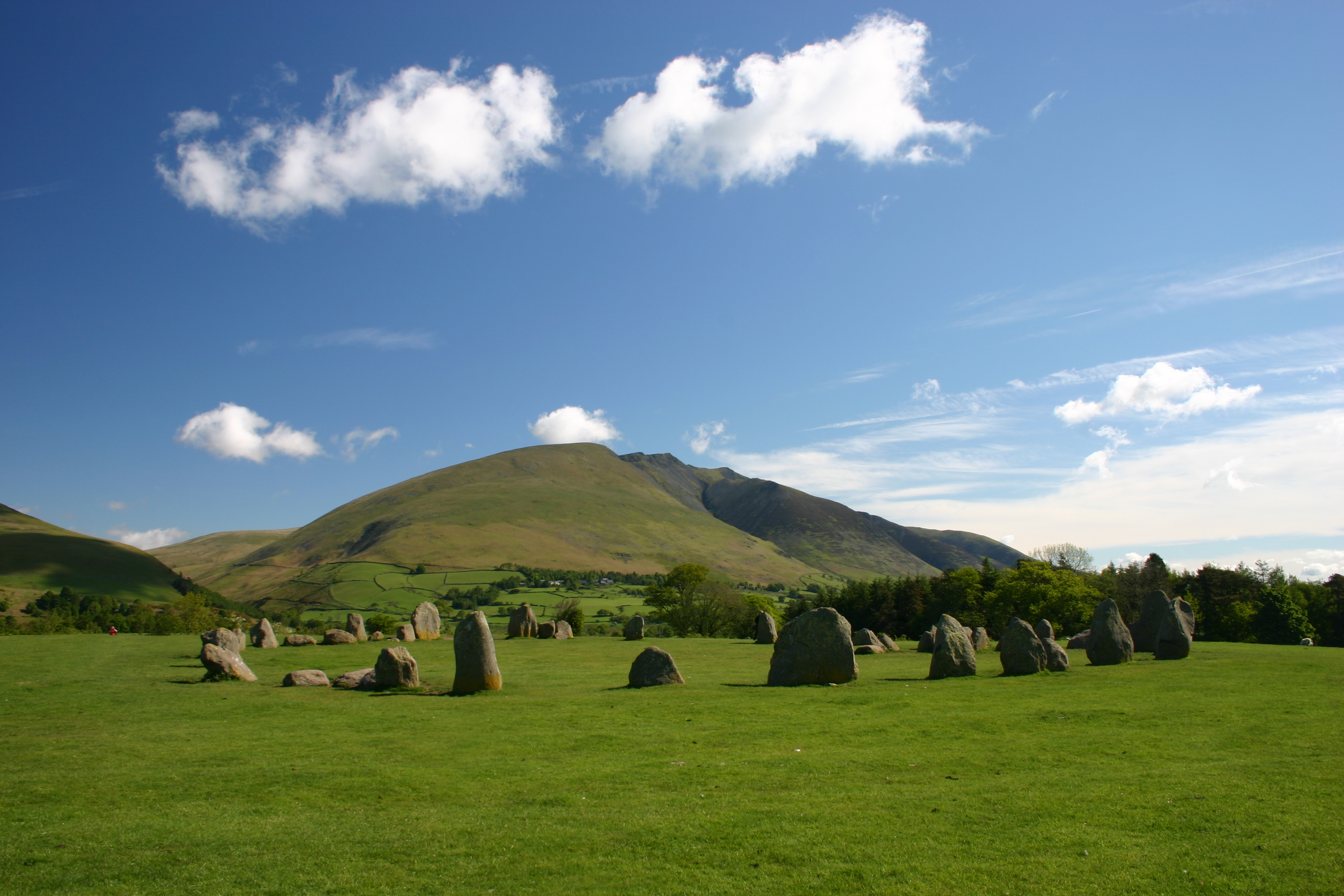
Castlerigg megalitikus kőkör
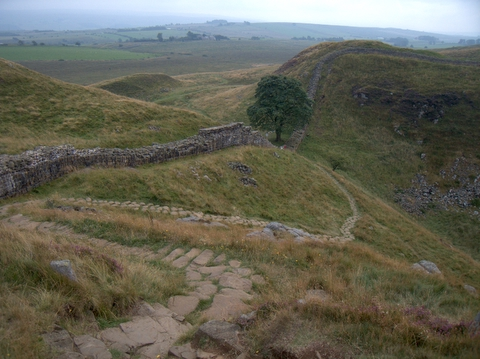
Hadrianus fala
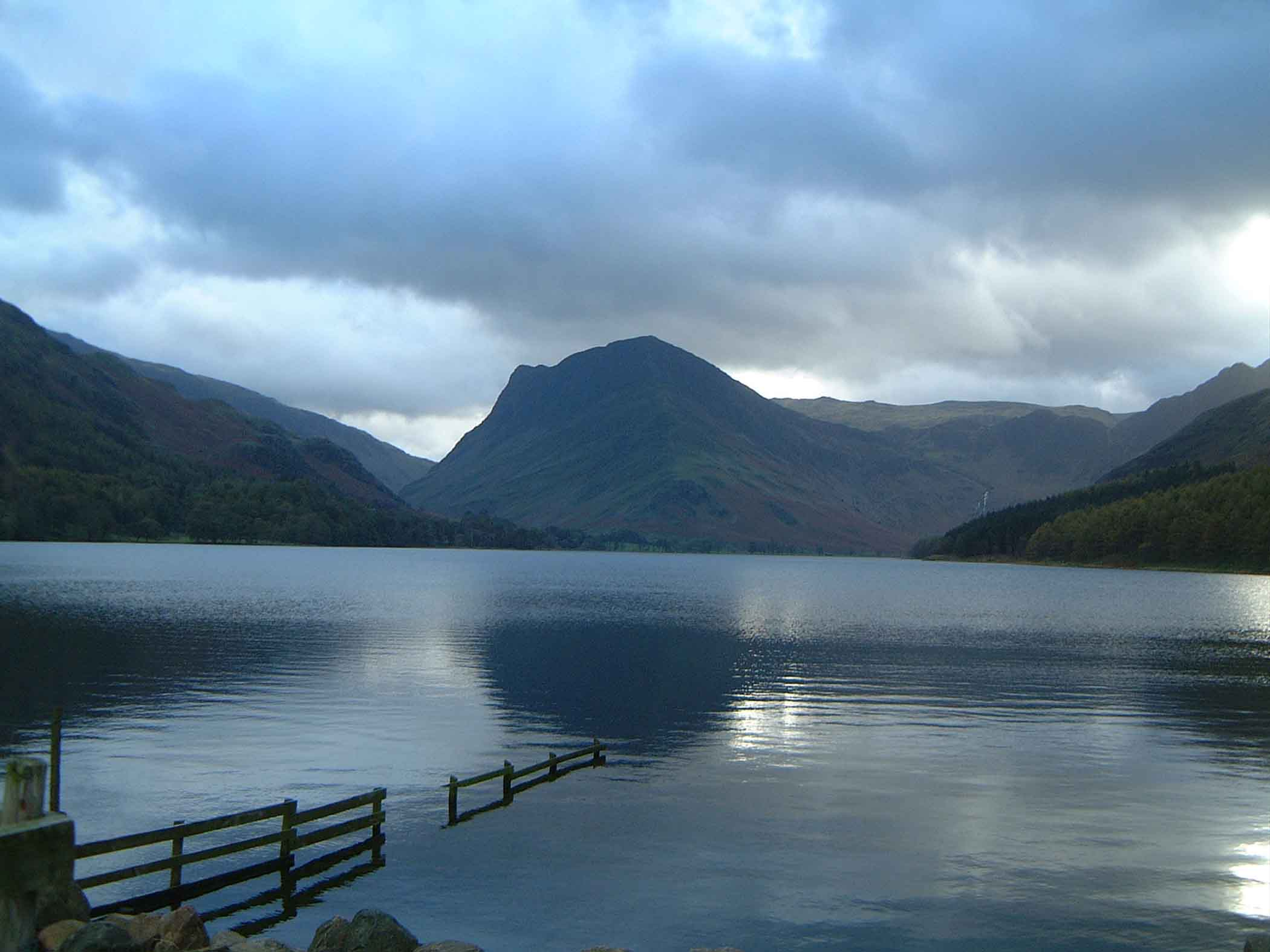
Lake District Nemzeti Park
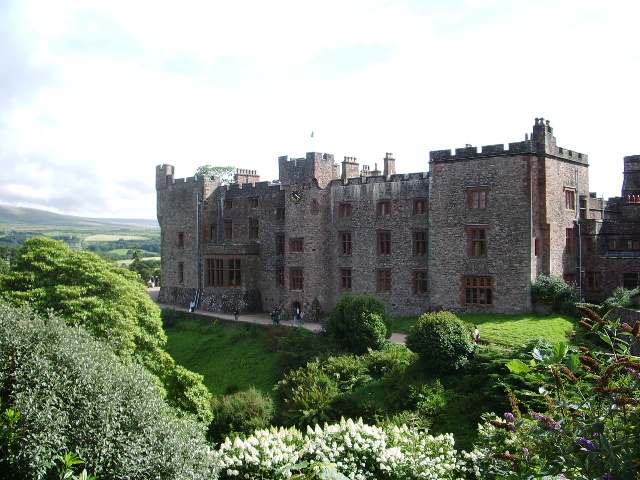
Muncaster Castle
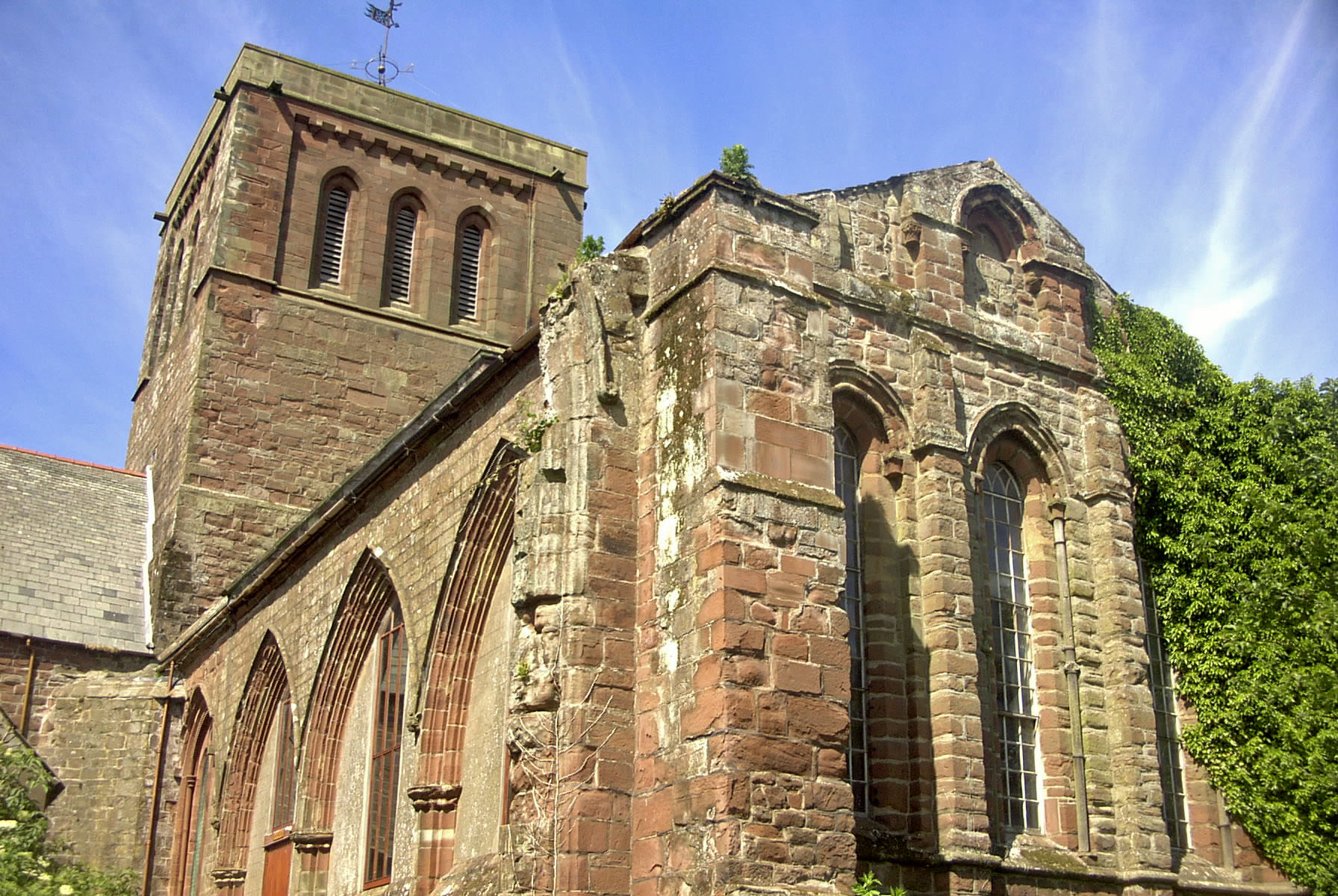
St. Bees apátság

## Fordítás
- Ez a szócikk részben vagy egészben  a   Cumbria című angol Wikipédia-szócikk ezen változatának fordításán alapul.  Az eredeti cikk szerkesztőit annak laptörténete sorolja fel. Ez a jelzés csupán a megfogalmazás eredetét és a szerzői jogokat jelzi, nem szolgál a cikkben szereplő információk forrásmegjelöléseként.